# Maša Slavec
Maša Slavec (rojstno ime Maša Nachtigall Slavčeva), slovenska gledališka in filmska igralka, gledališka režiserka in prevajalka, * 23. maj 1906, Ljubljana, † 5. april 1989, Ljubljana.
V času med prvo in drugo svetovno vojno je igrala v Ljubljanski Drami ter režirala mladinske igre in operete. Delala je tudi na Radiu Ljubljana kot igralka, med letoma 1947 in 1962 pa še kot režiserka. Ob tem je še prevajala dramska besedila iz nemščine, italijanščine, francoščine, hrvaščine in srbščine ter Nastopila v dveh filmih iz leta 1953, Nezgode lepe Irene in Jara gospoda.

## Filmografija
- Nezgode lepe Irene (1953, celovečerni igrani film)
- Jara gospoda (1953, celovečerni igrani film)